# Pepsi Invaders
Pepsi Invaders, también conocido como Coke Wins, es un videojuego basado en Space Invaders para la plataforma Atari 2600, encargado a la empresa Atari por Coca-Cola para la convención de ventas de 1983. Se lo puede considerar un hack de ROM oficial. El juego es idéntico al Space Invaders, sólo que en vez de una flota de invasores completa hay seis filas de letras formando P E P S I seguidas de un invasor cada una. El platillo volador que vuela por encima de los invasores periódicamente fue reemplazado con el logo de Pepsi y el ambiente tiene un predominante color marrón como la gaseosa de Coca-Cola. Otra diferencia con el juego original es que se tienen vidas ilimitadas, pero un límite de tres minutos para conseguir tantos puntos como sea posible.
En la convención de ventas de 1983 fue entregado a los altos ejecutivos de Coca-Cola. Estos recibieron una consola Atari 2600 junto con la correspondiente copia del juego cada uno, en un cartucho estándar sin etiquetar, solamente con una pegatina que decía "Atari Goes Better With Coke" ("Atari es mejor con Coca-Cola").

## Rareza
Debido a que sólo fueron creados 125 cartuchos de este juego, se han convertido en objetos coleccionables de alto costo, vendiéndose por Internet en páginas como eBay a precios muy altos.